# Stazione di Shimokoma
La stazione di Shimokoma (下狛駅?, Shimokoma-eki) è una stazione ferroviaria situata nella cittadina di Seika, appartenente al distretto di Sōraku nella prefettura di Kyoto in Giappone. È gestita dalla JR West e serve la linea Katamachi (linea Gakkentoshi).

## Linee
JR West
■ Linea Katamachi

## Struttura
La stazione è costituita da un marciapiede laterale servito da un solo binario in superficie. Non è presente il fabbricato viaggiatori ed è quindi di fatto una semplice fermata.
| 1 | ■ Linea Katamachi | per Kizu e Nara                       |
| 1 | ■ Linea Katamachi | per Shijōnawate, Kyōbashi e Amagasaki |

## Stazioni adiacenti
| ≪               | Servizio                       | ≫               |
| Linea Katamachi | Linea Katamachi                | Linea Katamachi |
| --------------- | ------------------------------ | --------------- |
| Hōsono          | Locale Rapido Regionale Rapido | JR Miyamaki     |